# 裴矩
裴 矩（はい く、武定5年（547年） - 貞観元年（627年））は、隋から唐初にかけて活躍した功臣。字は弘大、敬と諡される。裴世矩とも。本貫は河東郡聞喜県。父の裴訥之（裴譲之・裴諏之の弟）は北斉に仕えた。

## 生涯
北周の大司馬であった楊堅（後の隋の文帝）に従った。開皇元年（581年）、隋が成立してからは、給事郎に任じられ内史省の実務を主管した。開皇8年（588年）、南朝陳討伐軍に加わり、丹陽を陥落させた。嶺南地方の攻略に遣わされ、大庾嶺を拠点とした周師挙や王仲宣を撃破して南海から広州を救援した。裴矩が安定させまとめた州は二十州余りだった。また、牛弘による『隋朝儀礼』編纂に関わった。その他、『開業平陳記』をも撰した。『高麗風俗』なども著す。
開皇10年（590年）、聞喜県公の爵を受けて、民部侍郎となり、吏部侍郎を歴任した。当時、辺境を荒らしていた突厥の都藍可汗の妻の大義公主は北周の趙王宇文招の娘だった。後に裴矩は使者として可汗のところに出向いて大義公主を誅殺してその罪を明らかにするように説得するとその言葉通りに大義公主は殺された。文帝は啓民可汗が隋に初めて帰属すると裴矩に慰撫させた。
仁寿4年（604年）、煬帝が即位すると、東京洛陽府の造営に尽力した。また、大業元年（605年）より大業6年（610年）の間に、4度以上河西地方に派遣され、西域諸国との交易を任された。605年の第一回の遠征の時に、『隋西域図記』3巻を撰して煬帝に献上した。煬帝は裴矩がもたらす西域の情報を聞こうと毎日御座に呼び寄せた。また、中国に帰朝すると、黄門侍郎となって、「選曹の七貴」の一人に数えられている。
大業7年（611年）、高句麗遠征に従軍し、兵部侍郎の斛斯政が高句麗に亡命すると煬帝は裴矩に兵事も担当させた。当時、朝廷の綱紀は緩み、賄賂が横行したが裴矩だけはいつもと変わらず、贈賄の噂がなかったので、世間の人々に賞賛された。隋末、宇文化及に仕えていたが、竇建徳に捕らえられる。武徳4年（621年）、竇建徳が滅ぼされると、唐に帰順して殿中侍御史を拝受し、安邑県公に封ぜられた。貞観元年（627年）8月、80歳で死去。

## 朝鮮領有の進言
煬帝の治世、朝鮮半島をめぐり高句麗との関係が緊張したとき、裴矩は煬帝に朝鮮領有の必要を説いて次のようにいう。
韓国では「高麗之地，本孤竹国也。」を「孤竹国が高句麗を領していた」ではなく、「高句麗が孤竹国を領していた」と解釈する研究者がおり、檀君の実在性を証明する発表会で、이승종（延世大学）は、孤竹国は高句麗系の古朝鮮国家と主張している。ただし、朝鮮古代史学界の権威である盧泰敦（朝鮮語: 노태돈、ソウル大学）や盧泰敦の弟子の宋鎬晸（朝鮮語: 송호정、韓国教員大学）は完全否定しており、そのため、両者は東北工程と日本の植民史観に追従していると非難されている。

## 伝記資料
- 『隋書』巻67
- 『旧唐書』巻63
- 『新唐書』巻100